# جایزه حلقه منتقدان فیلم نیویورک برای بهترین بازیگر نقش اول زن
جایزه حلقه منتقدان نیویورک برای بهترین بازیگر نقش اول زن (انگلیسی: New York Film Critics Circle Award for Best Actress) جایزه‌ای است که «حلقه منتقدان فیلم نیویورک»، از سال ۱۹۳۵ میلادی، به بهترین بازیگر نقش اول زن اهدا می‌نمایند. اولین برندهٔ این جایزه، «گرتا گاربو» بابت ایفای نقش در فیلم «آنا کارنینا» بود.

## برندگان جایزه
برندگان جایزه اسکارِ همان سال با علامت صلیب (†) مشخص شده‌اند:

### دههٔ ۱۹۳۰
| سال  | برنده           | فیلم        | نقش              |
| ---- | --------------- | ----------- | ---------------- |
| ۱۹۳۵ | گرتا گاربو      | آنا کارنینا | آنا کارنینا      |
| ۱۹۳۶ | لوئیز راینر     | زیگفلد کبیر | آنا هلد †        |
| ۱۹۳۷ | گرتا گاربو      | کمیل        | مارگریت گوتیه    |
| ۱۹۳۸ | مارگارت سولاوان | سه رفیق     | پاتریشیا هولمان  |
| ۱۹۳۹ | ویوین لی        | بر باد رفته | اسکارلت اوهارا † |

### دههٔ ۱۹۴۰
| سال  | برنده              | فیلم                    | نقش                         |
| ---- | ------------------ | ----------------------- | --------------------------- |
| ۱۹۴۰ | کاترین هپبورن      | داستان فیلادلفیا        | تریسی لُرد                   |
| ۱۹۴۱ | جون فونتین         | سوءظن                   | لینا مکلیدلا آیسگارد †      |
| ۱۹۴۲ | اگنس مورهد         | خانواده اشرافی امبرسن   | فَنی                         |
| ۱۹۴۳ | آیدا لوپینو        | The Hard Way            | هلن چرنن                    |
| ۱۹۴۴ | تلولا بنک‌هد        | قایق نجات               | کانستنس «کانی» پورتر        |
| ۱۹۴۵ | اینگرید برگمن      | زنگ‌های کلیسای مریم مقدس | مِری بندیکت                  |
| ۱۹۴۵ | اینگرید برگمن      | طلسم‌شده                 | کانستنس پیترسن              |
| ۱۹۴۶ | سیلیا جانسون       | برخورد کوتاه            | لورا جسن                    |
| ۱۹۴۷ | دبورا کار          | نارکیسوس سیاه           | خواهر راهبه کلودا           |
| ۱۹۴۷ | دبورا کار          | I See a Dark Stranger   | برایدی کیلتی                |
| ۱۹۴۸ | اولیویا دی هاویلند | گودال مار               | ویرجینیا استیوارت کانینگهام |
| ۱۹۴۹ | اولیویا دی هاویلند | وارثه                   | کاترین اسلاپر †             |

### دههٔ ۱۹۵۰
| سال  | برنده         | فیلم                      | نقش                                     |
| ---- | ------------- | ------------------------- | --------------------------------------- |
| ۱۹۵۰ | بت دیویس      | همه چیز درباره ایو        | مارگو چنینگ                             |
| ۱۹۵۱ | ویوین لی      | اتوبوسی به نام هوس        | بلانس دوبوآ †                           |
| ۱۹۵۲ | شرلی بوت      | برگرد، شبای کوچک          | لولا دلانی †                            |
| ۱۹۵۳ | آدری هپبورن   | تعطیلات در رم             | پرنسس آن †                              |
| ۱۹۵۴ | گریس کلی      | دختر روستایی              | جورجی اِلگین †                           |
| ۱۹۵۴ | گریس کلی      | ام را به نشانه مرگ بگیر   | مارگوت وندیس                            |
| ۱۹۵۴ | گریس کلی      | پنجره پشتی                | لایزا کارول فرمون                       |
| ۱۹۵۵ | آنا مانیانی   | خالکوبی رز (فیلم)         | سرافینا دل‌رُز †                          |
| ۱۹۵۶ | اینگرید برگمن | آناستازیا                 | آنا کورف/آناستازیا نیکولائونا رومانوا † |
| ۱۹۵۷ | دبورا کار     | آسمان می‌داند، آقای الیسون | خواهر راهبه آنجلا                       |
| ۱۹۵۸ | سوزان هیوارد  | می‌خواهم زنده بمانم!       | باربارا گراهام †                        |
| ۱۹۵۹ | آدری هپبورن   | داستان راهبه              | خواهر راهبه لوک (گابریله فاندِر مال)     |

### دههٔ ۱۹۶۰
| سال  | برنده                                          | فیلم                                           | نقش                                            |
| ---- | ---------------------------------------------- | ---------------------------------------------- | ---------------------------------------------- |
| ۱۹۶۰ | دبورا کار                                      | کوچ‌نشین‌ها                                      | آیدا کارمودی                                   |
| ۱۹۶۱ | سوفیا لورن                                     | دو زن                                          | چیسیرا †                                       |
| ۱۹۶۲ | جایزه‌ای اهدا نشد. (بدلیل اعتصاب روزنامه‌نگاران) | جایزه‌ای اهدا نشد. (بدلیل اعتصاب روزنامه‌نگاران) | جایزه‌ای اهدا نشد. (بدلیل اعتصاب روزنامه‌نگاران) |
| ۱۹۶۳ | پاتریشیا نئال                                  | هاد                                            | آلا برآون †                                    |
| ۱۹۶۴ | کیم استنلی                                     | جلسه احضار ارواح در یک بعدازظهر بارانی         | میرا سَوِج                                       |
| ۱۹۶۵ | جولی کریستی                                    | عزیز                                           | دایانا اسکات †                                 |
| ۱۹۶۶ | الیزابت تیلور                                  | چه کسی از ویرجینیا وولف می‌ترسد؟                | مارتا †                                        |
| ۱۹۶۶ | لین ردگریو                                     | جورجی دختر                                     | جورجی                                          |
| ۱۹۶۷ | ادیث ایوانز                                    | نجواگران                                       | مَگی راس                                        |
| ۱۹۶۸ | جوآن وودوارد                                   | راشل، راشل                                     | ریچل کَمرون                                     |
| ۱۹۶۹ | جین فوندا                                      | مگر آنها اسب‌ها را خلاص نمی‌کنند؟                | گلوریا بیتی                                    |

### دههٔ ۱۹۷۰
| سال  | برنده         | فیلم                            | نقش               |
| ---- | ------------- | ------------------------------- | ----------------- |
| ۱۹۷۰ | گلندا جکسون   | زنان عاشق                       | گوردون برانگوِن †  |
| ۱۹۷۱ | جین فوندا     | کلوت                            | بری دانیلز †      |
| ۱۹۷۲ | لیو اولمان    | فریادها و نجواها                | ماریا             |
| ۱۹۷۲ | لیو اولمان    | مهاجران                         | کریستینا          |
| ۱۹۷۳ | جوآن وودوارد  | آرزوهای تابستان، رویاهای زمستان | ریتا والدن        |
| ۱۹۷۴ | لیو اولمان    | صحنه یک ازدواج                  | ماریان            |
| ۱۹۷۵ | ایزابل آجانی  | داستان ادل اچ.                  | آدل هوگو/آدل لوری |
| ۱۹۷۶ | لیو اولمان    | چهره‌به‌چهره                      | جِنی آیزک‌سون       |
| ۱۹۷۷ | دایان کیتن    | آنی هال                         | آنی هال †         |
| ۱۹۷۸ | اینگرید برگمن | سونات پاییزی                    | شارلوت آندرگاست   |
| ۱۹۷۹ | سالی فیلد     | نورما ری                        | نورما را †        |

### دههٔ ۱۹۸۰
| سال  | برنده          | فیلم                 | نقش                    |
| ---- | -------------- | -------------------- | ---------------------- |
| ۱۹۸۰ | سیسی اسپیسک    | دختر معدنچی زغال سنگ | لرتا لین †             |
| ۱۹۸۱ | گلندا جکسون    | Stevie               | استیوی اسمیث           |
| ۱۹۸۲ | مریل استریپ    | انتخاب سوفی          | سوفی زاویستوفسکی †     |
| ۱۹۸۳ | شرلی مک‌لین     | شرایط مهرورزی        | آرورا گرین‌وِی †         |
| ۱۹۸۴ | پگی اشکرافت    | گذرگاهی به هند       | خانم موور              |
| ۱۹۸۵ | نورما آلیاندرو | گزارش رسمی           | آلیثیا مارنت دِ ایبیانِز |
| ۱۹۸۶ | سیسی اسپیسک    | جنایت‌های دل          | بیب بوترِل              |
| ۱۹۸۷ | هالی هانتر     | اخبار تلویزیون       | جین کِرِگ                |
| ۱۹۸۸ | مریل استریپ    | فریادی در تاریکی     | لیندی چمبرلین          |
| ۱۹۸۹ | میشل فایفر     | بیکرهای شگفت‌انگیز    | سوزی دایاموند          |

### دههٔ ۱۹۹۰
| سال  | برنده           | فیلم               | نقش                     |
| ---- | --------------- | ------------------ | ----------------------- |
| ۱۹۹۰ | جوآن وودوارد    | آقا و خانم بریج    | ایندیا بریج             |
| ۱۹۹۱ | جودی فاستر      | سکوت بره‌ها         | کلاریس استارلینگ †      |
| ۱۹۹۲ | اما تامسون      | هواردز اند         | مارگارت شلگِل †          |
| ۱۹۹۳ | هالی هانتر      | پیانو              | آدا مک‌گراث †            |
| ۱۹۹۴ | لیندا فیورنتینو | آخرین اغواگری      | بریجیت گرگوری/وِندی کِروی |
| ۱۹۹۵ | جنیفر جیسن لی   | جورجیا             | سِیدی فلوود              |
| ۱۹۹۶ | امیلی واتسون    | شکستن امواج        | بِس مک‌نیل                |
| ۱۹۹۷ | جولی کریستی     | شفق                | فیلیس مان               |
| ۱۹۹۸ | کامرون دیاز     | مری یه جوریه       | ماری ینسن               |
| ۱۹۹۹ | هیلاری سوانک    | پسرها گریه نمی‌کنند | برندون تینا †           |

### دههٔ ۲۰۰۰
| سال  | برنده          | فیلم                         | نقش                   |
| ---- | -------------- | ---------------------------- | --------------------- |
| ۲۰۰۰ | لورا لینی      | می‌توانی روی من حساب کنی      | سامنتا «سَمی» پری‌اسکات |
| ۲۰۰۱ | سیسی اسپیسک    | در اتاق خواب                 | روث فاولر             |
| ۲۰۰۲ | دایان لین      | بی‌وفا                        | کانی سامنِر            |
| ۲۰۰۳ | هوپ دیویس      | American Splendor            | جویس بربنِر            |
| ۲۰۰۳ | هوپ دیویس      | The Secret Lives of Dentists | دِینا هِرست             |
| ۲۰۰۴ | ایملدا استنتون | ورا دریک                     | ورا دریک              |
| ۲۰۰۵ | ریس ویترسپون   | سر به راه باش                | جون کارتر †           |
| ۲۰۰۶ | هلن میرن       | ملکه                         | الیزابت دوم †         |
| ۲۰۰۷ | جولی کریستی    | دور از او                    | فیونا آندرسِن          |
| ۲۰۰۸ | سالی هاوکینز   | بی غم                        | پائولین «پاپی» کراس   |
| ۲۰۰۹ | مریل استریپ    | جولی و جولیا                 | جولیا چایلد           |

### دههٔ ۲۰۱۰
| سال  | برنده         | فیلم                 | نقش                         |
| ---- | ------------- | -------------------- | --------------------------- |
| ۲۰۱۰ | آنت بنینگ     | بچه‌ها حالشان خوب است | دکتر نیکول «نیک» آلگوود     |
| ۲۰۱۱ | مریل استریپ   | بانوی آهنی           | مارگارت تاچر †              |
| ۲۰۱۲ | ریچل وایس     | دریای آبی عمیق       | هِستر کال‌یر                  |
| ۲۰۱۳ | کیت بلانشت    | یاسمن آبی            | جنت جسمین فرانسیس †         |
| ۲۰۱۴ | ماریون کوتیار | دو روز، یک شب        | ساندرا بایا                 |
| ۲۰۱۴ | ماریون کوتیار | مهاجر                | ایوا سیبولسکا               |
| ۲۰۱۵ | سیرشا رونان   | بروکلین              | آیلیس لیسی                  |
| ۲۰۱۶ | ایزابل هوپر   | او                   | میشل لوبلان                 |
| ۲۰۱۶ | ایزابل هوپر   | آنچه در پیش است      | ناتالی شزو                  |
| ۲۰۱۷ | سیرشا رونان   | لیدی برد             | کریستین "لیدی برد" مک فرسون |
| ۲۰۱۸ | رجینا هال     | دخترها را حمایت کنید | لیزا کانروی                 |
| ۲۰۱۹ | لوپیتا نیونگو | ما                   | آدلاید ویلسون / رد          |

### دههٔ ۲۰۲۰
| سال  | برنده            | فیلم                   | نقش             |
| ---- | ---------------- | ---------------------- | --------------- |
| ۲۰۲۰ | سیدنی فلانیگان   | هرگز به‌ندرت گاهی همیشه | آتمن کالاهان    |
| ۲۰۲۱ | لیدی گاگا        | خاندان گوچی            | پاتریتسیا رجانی |
| ۲۰۲۲ | کیت بلانشت       | تار                    | لیدیا تار       |
| ۲۰۲۳ | لیلی گلداستون    | قاتلان ماه گل          | مالی کایل       |
| ۲۰۲۴ | ماریان ژان-بتیست | حقایق سخت              | پنسی دیکن       |